# Massenya
Massenya es una localidad de Chad, capital de la región de Chari-Baguirmi y del departamento de Baguirmi, situada a 165 km al sudeste de la capital nacional, Yamena. Tiene una población de 3.680 habitantes (2009).

## Historia
La ciudad tiene su origen en el siglo XVI, cuando se convirtió en la capital del Sultanato de Baguirmi, que subsistió hasta finales del siglo XIX. La ciudad floreció gracias al comercio de esclavos y pasó a ser uno de los centros urbanos más importantes de esta región del Sahel. Sin embargo, resultó muy afectada por los conflictos que llevaron al fin del Sultanato en 1893.